# Pancerniki typu Yamato
Pancerniki typu Yamato (jap. 大和) – seria japońskich okrętów klasy pancerników z okresu II wojny światowej, składająca się z dwóch ukończonych jednostek: „Yamato” i „Musashi”. Były to największe pancerniki, uzbrojone w armaty największego kalibru, jakie kiedykolwiek powstały, i największe okręty II wojny światowej. W czasie gdy oba okręty zostały wcielone do służby, rola ogromnych pancerników uległa marginalizacji, z tego powodu trzeci okręt tego typu Yamato, czyli „Shinano” ukończono ostatecznie jako lotniskowiec.

## Historia

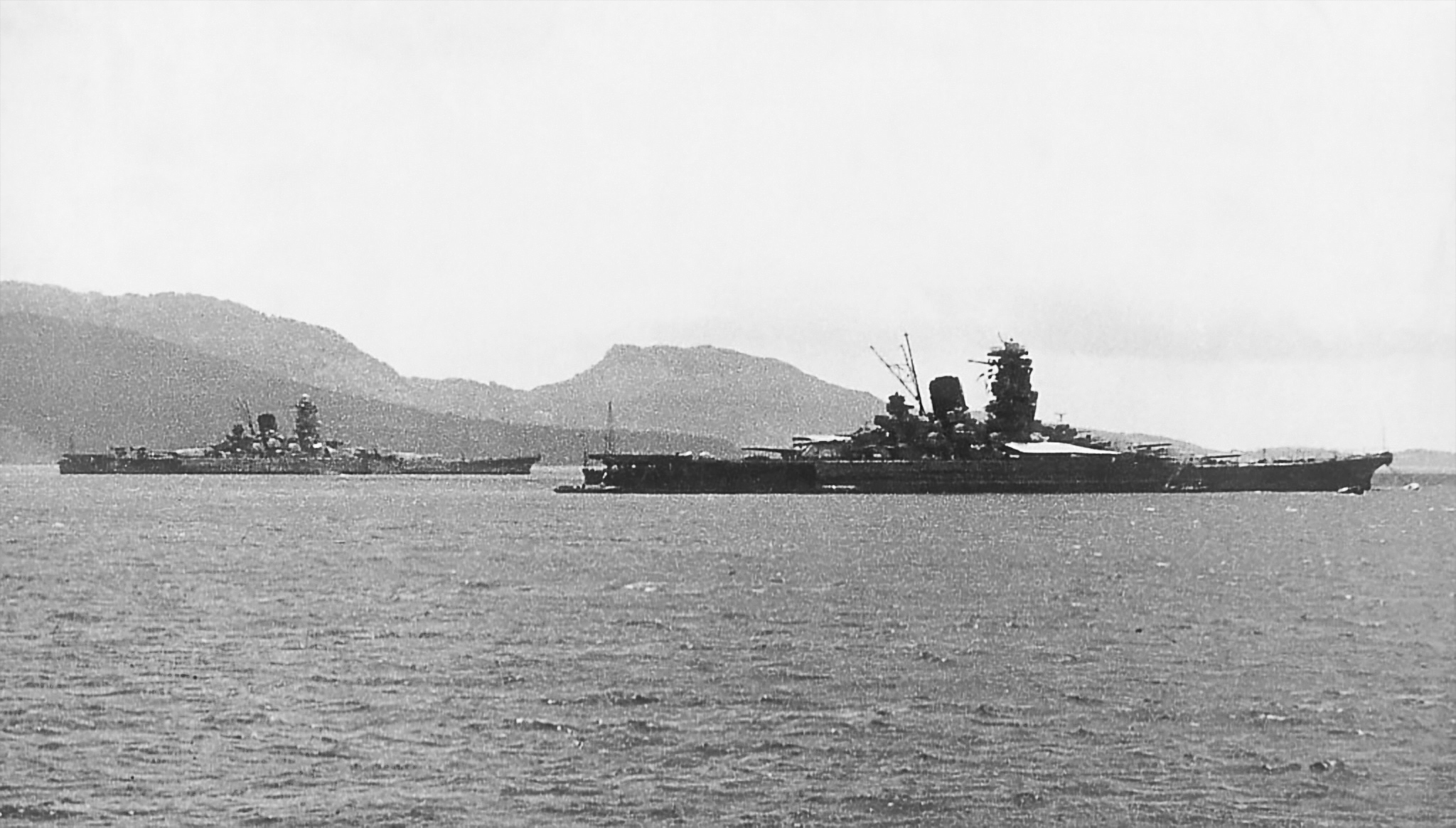
„Yamato” i „Musashi” koło Truk w 1943 roku

Pod koniec I wojny światowej Japonia, rozwijająca swoją marynarkę wojenną od końca XIX wieku, zaczęła mieć aspiracje dołączenia do grona największych potęg morskich, rozpoczynając budowę 16 nowoczesnych pancerników i krążowników liniowych (program 8+8). Jednak na skutek postanowień rozbrojeniowego traktatu waszyngtońskiego z 1922, ograniczającego światowe zbrojenia morskie, z nowych okrętów ukończono jedynie dwa pancerniki typu Nagato, uzbrojone w działa kalibru 410 mm (w fazie niezrealizowanych planów pozostały m.in. projekty pancerników „Nr 13" uzbrojonych w działa 460 mm, o wyporności 47,5 tys. ton). Flota japońska została ustawiona w drugim rzędzie w stosunku do brytyjskiej i amerykańskiej i była od nich znacznie słabsza, zwłaszcza pod względem pancerników, uważanych wówczas za okręty stanowiące o sile flot.
Już od początku lat 30. Japończycy, licząc się z upływem terminu obowiązywania traktatów, rozpoczęli prace projektowe nad nowymi pancernikami. Początkowo były prowadzone w ramach traktatowego limitu wyporności 35 tys. ton. W 1934 jednakże w związku z sankcjami międzynarodowymi Ligi Narodów, nałożonymi na Japonię za interwencję w Mandżurii, Japonia wystąpiła z tej organizacji i zdecydowała o odrzuceniu ograniczeń traktatowych. Nowe pancerniki projektowane były według obowiązującej w tamtym czasie we flocie japońskiej zasady, że okręty cesarskie muszą być szybsze i mieć lepsze parametry niż ich odpowiedniki we flotach państw zachodnich. Z uwagi na nieuniknioną przewagę liczebną floty amerykańskiej, traktowanej jako przyszły przeciwnik, zdecydowano zaprojektować jak najsilniejsze „niezatapialne przez ogień artyleryjski superpancerniki”, o wielkości ograniczonej jedynie możliwościami japońskich stoczni i portów. Jako założenia projektowe przyjęto uzbrojenie w działa kalibru 460 mm i osiąganie prędkości ok. 30 węzłów.
Amerykanie, chcąc skutecznie odpowiedzieć na budowę japońskich kolosów, mieliby przed sobą dylemat: czy wybudować mniejsze okręty w większej liczbie, które w bezpośrednim boju byłyby słabsze od pancerników japońskich, czy też zbudować okręty o podobnej wielkości i parametrach bojowych. To drugie rozwiązanie miało istotną wadę: niemożliwe byłoby szybkie przemieszczanie okrętów z Atlantyku na Pacyfik i odwrotnie, gdyż śluzy Kanału Panamskiego w tamtym czasie umożliwiały przepuszczanie okrętów o maksymalnej szerokości 33 m. Ostatecznie pancerniki typu Iowa o szerokości 33 m były zdolne walczyć z „Yamato”, a posiadające ogromny potencjał technologiczny i gospodarczy Stany Zjednoczone miały w planie wprowadzić do linii dodatkowo ogromne pancerniki typu Montana o wyporności bojowej prawie 71 tys. ts, uzbrojone w 12 armat 406 mm L/50 i szerokości maksymalnej prawie 37 metrów.
Historia pancernika została przedstawiona w wersji fabularnej w filmie Otoko-tachi no Yamato (Yamato) prod. japońskiej (2005) na podstawie powieści Jun Henmi.

### Budowa

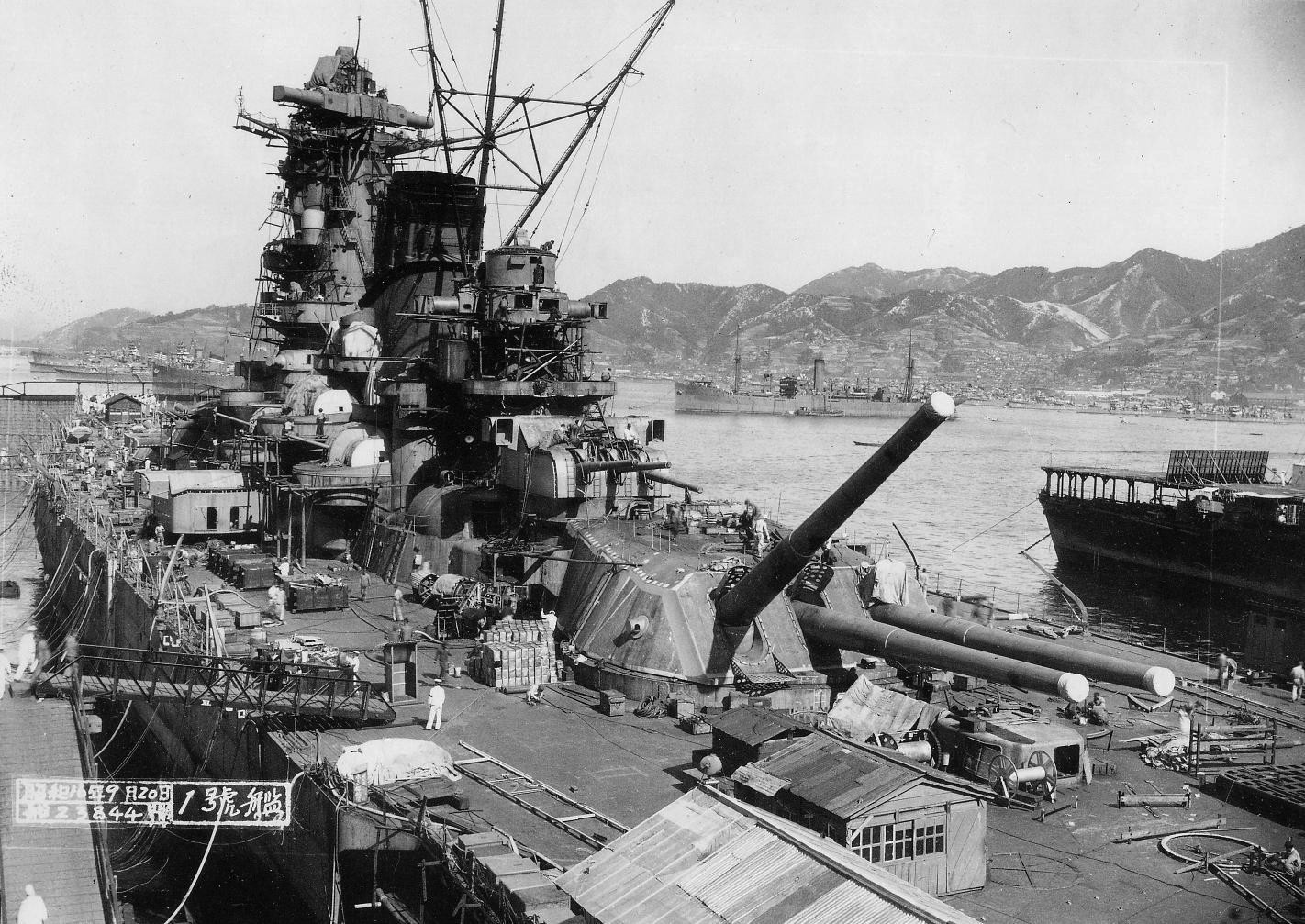
„Yamato” podczas budowy, 20 września 1941

Szefem zespołu konstruktorskiego był wiceadmirał Keiji Fukuda, szefem doradców był znany japoński konstruktor okrętów, emerytowany admirał Yuzuru Hiraga. W latach 1935 i 1936 rozpatrywano aż 24 warianty projektu A-140, o różnych wielkościach i konfiguracjach (większość przewidywała całe uzbrojenie główne na dziobie wzorem brytyjskiego „Nelsona” i napęd kombinowany, składający się z turbin parowych i silników Diesla). Pierwszy i największy projekt A-140 zakładał wyporność 69,5 tys. ton, długość 294 m na linii wodnej, szerokość 41,2 m i turbiny o mocy 200 tys. koni parowych na wale (SHP – ang. Shaft Horse Power), zapewniające prędkość 31 węzłów. W ostatecznym projekcie A-140-F5 wyporność ograniczono do 65 tys. ton, moc do 150 tys. SHP, a prędkość do 27 węzłów.
Wstępne charakterystyki okrętów ustalono w październiku 1935 (dziewięć dział 460 mm w trzech wieżach, w tym dwóch na dziobie). Wybrany projekt wstępny A-140-F5 opracowano 20 lipca 1936, a plany ostateczne w marcu 1937, decydując się na napęd wyłącznie turbinowy. W celu budowy pancerników musiano zmodernizować stocznie, a w Yokosuka i Sasebo zbudowano nowe duże doki. Dla celu transportu dział i wież dla pancerników zbudowano specjalny statek „Kashino”.
Szczegóły budowy okrętów tego typu były otoczone całkowitą tajemnicą. Pochylnię w Kure, na której budowano „Yamato” zakryto dachem, by osłonić okręt przed obserwacją z pobliskiego wzgórza, pochylnia z „Musashi” w porcie Nagasaki była szczelnie okryta kotarami z lin konopnych, ponadto policja starała się ograniczyć wizyty obcokrajowców do tych miast. Co więcej, część inżynierów pracujących przy budowie, a później część załóg okrętów i oficerów marynarki również nie znała ich pełnych charakterystyk, przede wszystkim uzbrojenia i opancerzenia. Dla zachowania tajemnicy, amunicja do dział kalibru 460 mm została nazwana „amunicją specjalną 40 cm”. Budowie obu okrętów mocno sprzeciwiał się głównodowodzący flotą japońską admirał Isoroku Yamamoto, kładący nacisk na rozwój lotnictwa morskiego; przeforsowano to przedsięwzięcie wbrew jego woli (miał powiedzieć, że „pancerniki będą równie użyteczne dla Japonii we współczesnej wojnie, co miecz samurajski”).
Początkowo zamierzano wybudować pięć okrętów tego typu. Budowę pierwszego z pancerników, „Yamato”, przewidziano w Trzecim Programie Wymiany Okrętów z 1937. Oba okręty zwodowano w 1940 roku, do służby najpierw wszedł „Yamato”, 16 grudnia 1941 roku, natomiast „Musashi” po bitwie pod Midway w czerwcu 1942 roku. Ostatecznie ukończono tylko dwa wyżej wymienione pancerniki, a w grudniu 1941, po ataku na Pearl Harbor prace nad pozostałymi przerwano.
Trzeci budowany okręt o numerze stoczniowym 110 (późniejszy „Shinano”) miał mieć nieco cieńszy pancerz (główny pas pancerny 400 mm zamiast 410 mm) i nowe działa przeciwlotnicze kalibru 100 mm, o lepszych charakterystykach niż 127 mm. W grudniu 1941 z dokończenia pancernika jednak zrezygnowano, a budowę kadłuba kontynuowano z mniejszym zaangażowaniem jedynie w celu opróżnienia doku. Ostatecznie okręt ukończono po przeprojektowaniu jako lotniskowiec „Shinano”. Budowę czwartego okrętu (nr 111) rozpoczęto w Kure po zwodowaniu „Yamato” 7 listopada 1940. W grudniu 1941 prace przerwano przy gotowości kadłuba 30%, po czym rozebrano go. Sekcje podwójnego dna wykorzystano do budowy czterech okrętów podwodnych. Budowy piątego okrętu (nr 797), opartego na zmodyfikowanym projekcie nr 110, nawet nie rozpoczęto.
| Nazwa                                              | Położenie stępki, stocznia                 | Data wodowania      | Wejście do służby | Zatopienie                     |
| -------------------------------------------------- | ------------------------------------------ | ------------------- | ----------------- | ------------------------------ |
| „Yamato”                                           | 4 listopada 1937, Stocznia Marynarki, Kure | 8 sierpnia 1940     | 16 grudnia 1941   | 7 kwietnia 1945                |
| „Musashi”                                          | 29 marca 1938, Mitsubishi, Nagasaki        | 1 listopada 1940    | 5 sierpnia 1942   | 24 października 1944           |
| „Shinano”                                          | 4 maja 1940, Stocznia Marynarki, Yokosuka  | 8 października 1944 | 19 listopada 1944 | 29 listopada 1944              |
| („Shinano” wodowano i ukończono jako lotniskowiec) |                                            |                     |                   |                                |
| nr 111                                             | 7 listopada 1940, Stocznia Marynarki, Kure | –                   | –                 | rozebrany                      |
| nr 797                                             | –                                          | –                   | –                 | anulowany na etapie planowania |

Oba okręty były kolosami: ich standardowa wyporność wynosiła 65 tysięcy ton, a pełna 72,8 tys. ton, miały długość 263 m, szerokość 36,9 m i zanurzenie 8,9 m (10,2 z gruszką dziobową).
Tajemnica okazała się skuteczna i aż do końca wojny Amerykanie nie znali charakterystyk pancerników. Biuro Wywiadu Marynarki do końca wojny publikowało szacunki, z których wynikała wyporność standardowa okrętów 42-45 tysięcy ton i uzbrojenie w 9 dział 406 mm, aczkolwiek część oficerów podejrzewała, że uzbrojenie mogą stanowić w rzeczywistości działa kalibru 457 mm. Oficjalne dane były podstawą błędnych szacunków, z których wynikało, że np. pancerniki typu South Dakota mogą skutecznie walczyć z Yamato na dystansie 14-21 tys. jardów, nie narażając się na zniszczenie, podczas gdy w rzeczywistości w pojedynkę miałyby niewielkie teoretyczne szanse w starciu. Również wygląd pancerników japońskich był tajemnicą i ich pierwsze dobre zdjęcia zdobyto dopiero przy okazji zatopienia „Musashi” 24 października 1944.

### Koniec japońskich pancerników

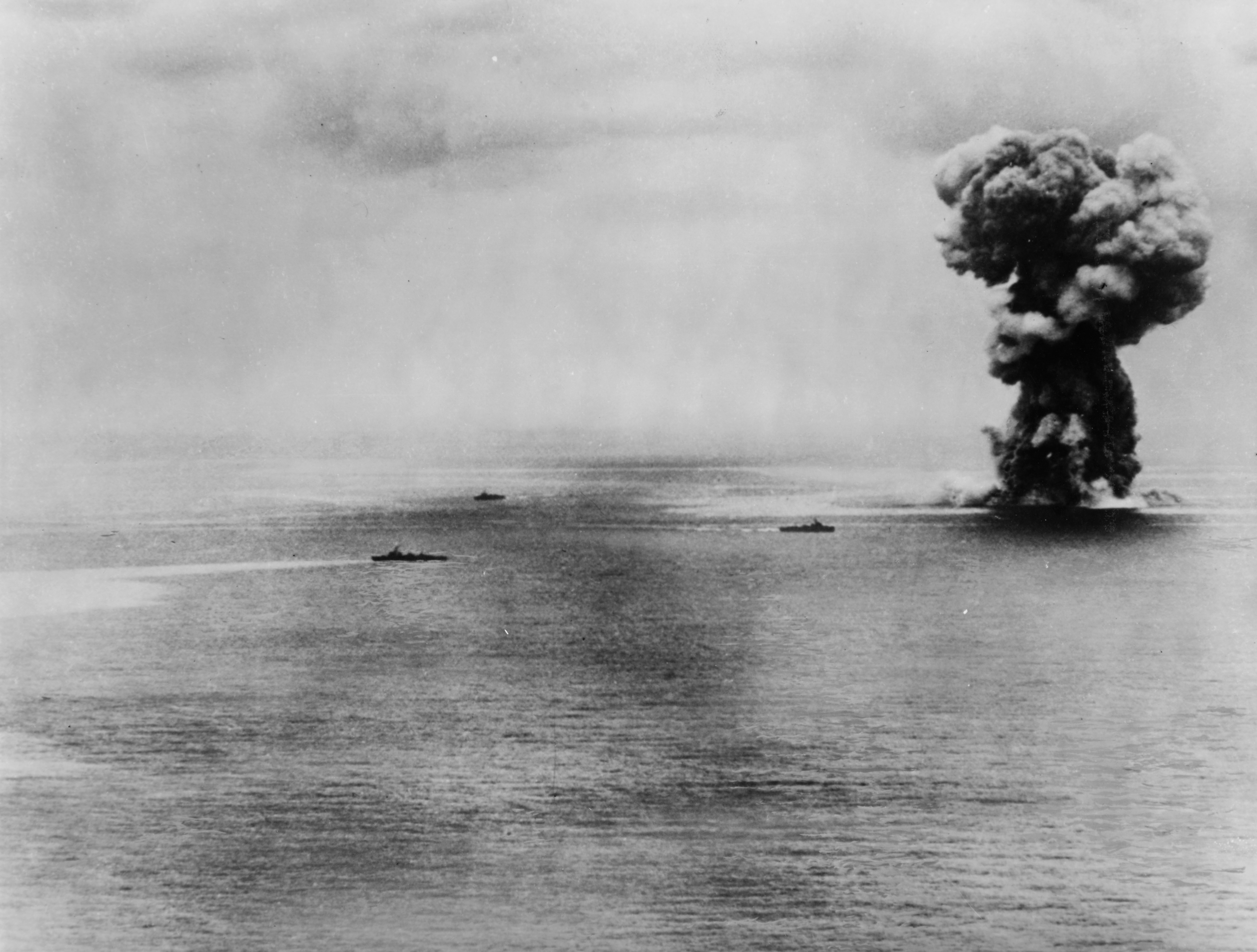
„Yamato” eksploduje po trafieniu przez kilka torped i bomb z amerykańskich samolotów podczas operacji Ten-gō, koło niego widoczne są trzy japońskie niszczyciele, 7 kwietnia 1945 roku

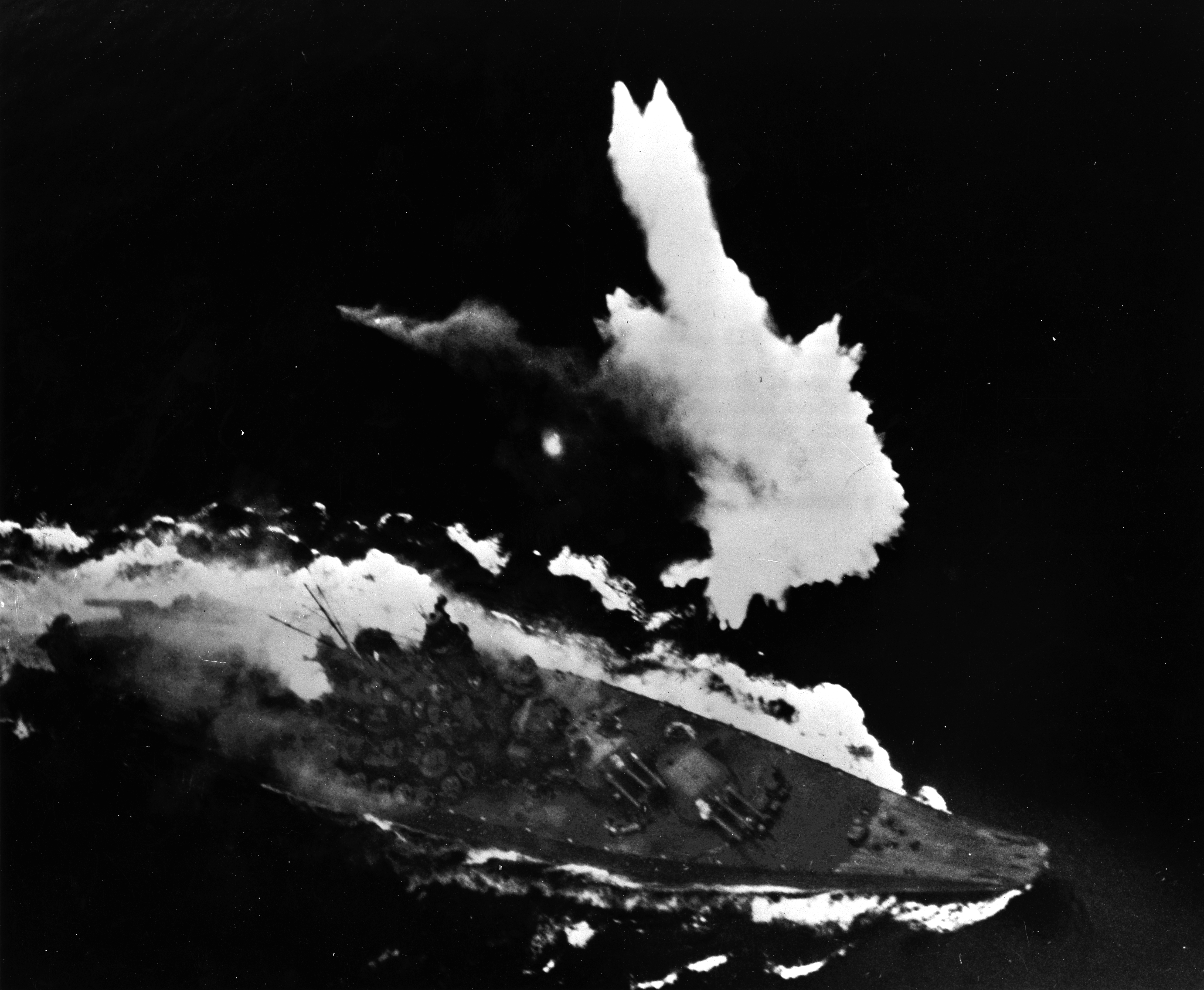
„Yamato” podczas bombardowania przez amerykańskie lotnictwo podczas operacji Ten-gō, 7 kwietnia 1945 roku

Pierwszy zatonął „Musashi” – 24 października 1944 roku podczas bitwy o Leyte na morzu Sibuyan zatopiły go amerykańskie samoloty startujące z lotniskowców „Cabot”, „Enterprise”, „Essex”, „Franklin” i „Intrepid”. Mimo aż 20 trafień torpedami lotniczymi, 17 bombami i 18 bliskich wybuchów bomb (trafienia bomb miały marginalny wpływ na gotowość bojową pancernika), utrzymywał się na powierzchni jeszcze długi czas. „Yamato” podzielił los swojego „brata” i poszedł na dno pół roku później w trakcie operacji Ten-gō po zmasowanym ataku amerykańskiego lotnictwa pokładowego, startującego z lotniskowców grupy TF 58, trafiony 11-13 torpedami (dwa trafienia prawdopodobne) i 8 bombami. Do jego zatopienia potrzeba było mniejszej liczby torped, gdyż Amerykanie wyciągnęli wnioski z ataku na „Musashi” i większość z nich – 9 i prawdopodobnie jeszcze dwie – trafiła w lewą burtę, powodując niesymetryczne zalanie kadłuba i utratę stateczności. Data zatopienia „Yamato”, 7 kwietnia 1945 roku o godzinie 14.23, uważana jest często za koniec ery pancerników, co jest dyskusyjne – w obu wypadkach pojedynczy, słabo uzbrojony w broń przeciwlotniczą pancernik musiał odpierać ataki setek najnowocześniejszych samolotów lotnictwa morskiego, pochodzących z kilku lotniskowców.
Pancerniki typu Yamato oraz lotniskowiec „Shinano” pozostały największymi jednostkami bojowymi jeszcze długo po wojnie, a sytuacja zmieniła się dopiero w momencie wprowadzenia w 1955 do służby amerykańskiego lotniskowca uderzeniowego USS „Forrestal” (wyporność pełna ponad 80 tys. ton).

## Uzbrojenie
Uzbrojenie tych okrętów było imponujące: artylerię główną stanowiło dziewięć dział 46 cm L/45 wz. 94 rozmieszczonych w trzech trzydziałowych wieżach; dla porównania największe działa okrętowe państw zachodnich miały kaliber najwyżej 406 mm. Ich donośność maksymalna wynosiła 42 kilometry. Pociski ważyły 1460 kg – prawie półtora raza więcej, niż poprzednich japońskich dział kalibru 410 mm, a przebijalność pancerza była około dwukrotnie większa. Oprócz pocisków przeciwpancernych i burzących, do dział tych opracowano także pociski przeciwlotnicze (szrapnele) do prowadzenia ognia zaporowego, z nastawianym zapalnikiem czasowym. Sama tylko wieża ważyła 2774 tony, czyli więcej niż duży niszczyciel.
Uzbrojenie dodatkowe stanowiło początkowo dwanaście dział 155 mm w czterech wieżach, artyleria przeciwlotnicza mająca dwanaście uniwersalnych dział kalibru 127 mm i 24 działka szybkostrzelne kalibru 25 mm Typu 96. Wieże dział 155 mm pochodziły z ciężkich krążowników typu Mogami, po ich przezbrojeniu w działa kalibru 203 mm. Rozmieszczenie dział 155 mm dawało im duże kąty ostrzału okrężnego – po jednej wieży na dziobie i rufie, za i ponad wieżami artylerii głównej oraz po jednej wieży na każdej z burt na śródokręciu (boczne wieże później usunięto). Zamierzano wykorzystywać działa 155 mm także do celów przeciwlotniczych, lecz nie nadawały się dobrze do tej funkcji z uwagi na umiarkowany kąt podniesienia, szybkostrzelność i szybkość obrotu wieży (5°/s).

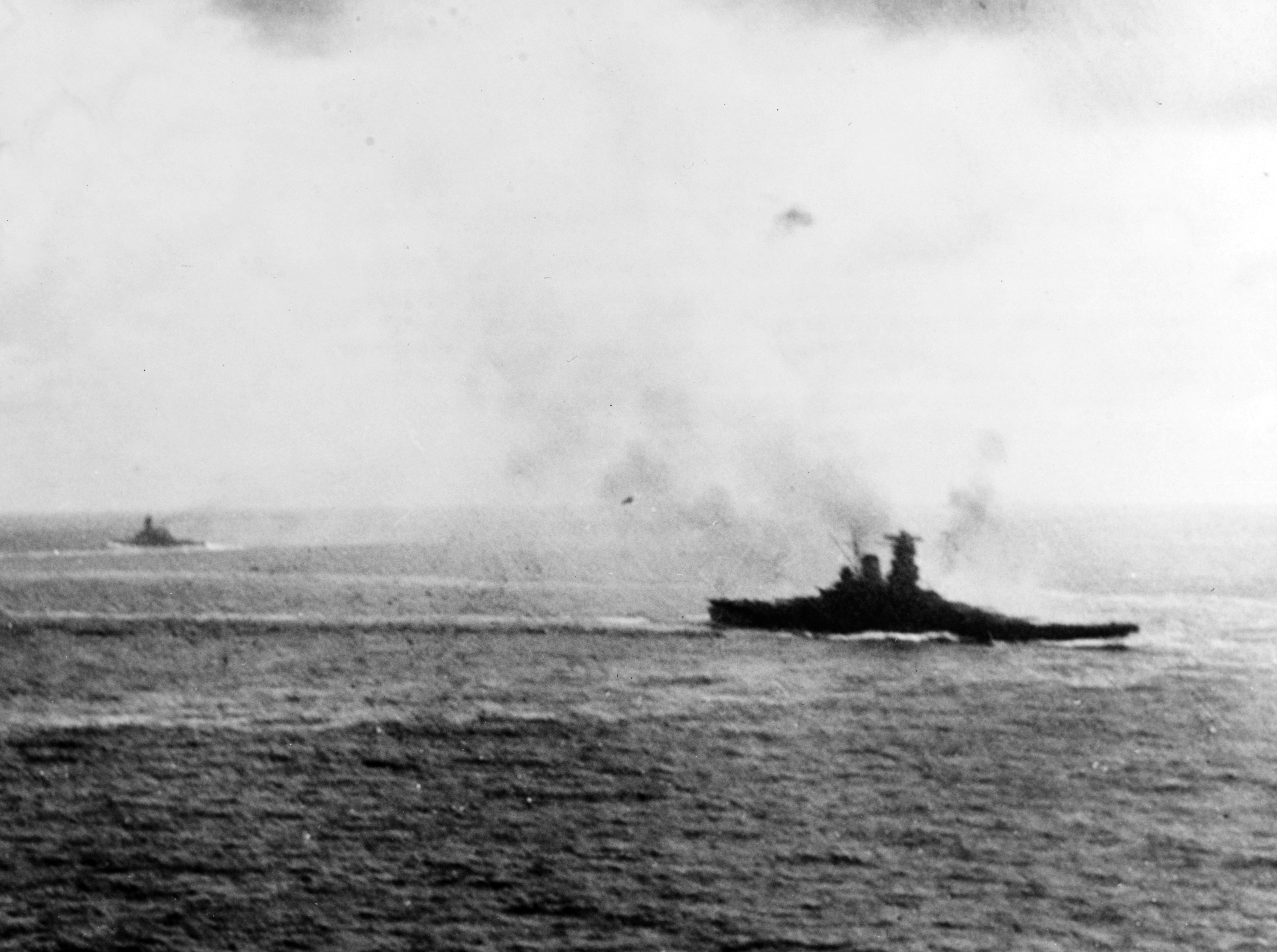
„Yamato” podczas ataku amerykańskich samolotów koło wyspy Samar, 25 października 1944 roku

W trakcie wojny uzbrojenie okrętów było modernizowane, odzwierciedlając rosnące zagrożenie ze strony lotnictwa – po raz pierwszy pod koniec 1943 roku, gdy zlikwidowano 6 z 12 dział kalibru 155 mm na korzyść artylerii przeciwlotniczej. Na ich miejsce planowano zamontować 12 uniwersalnych dział kalibru 127 mm, wykonano to jednak tylko na „Yamato”, gdyż dla „Musashi” zabrakło dział i ostatecznie ich nie otrzymał. Na obu okrętach wzmocniono lekką artylerię przeciwlotniczą, dodając działka kalibru 25 mm, które jednak okazały się zupełnie nieefektywne, a pod koniec wojny tak naprawdę stanowiły jedynie zbędny balast. Po tej modernizacji „Yamato” był uzbrojony w 9 dział 460 mm, 6 dział 155 mm, 24 uniwersalne działa 127 mm i 36 (jesień 1943), 98 (maj 1944), a wreszcie 113 działek 25 mm (lipiec 1944). „Musashi” miał 12 dział 127 mm i większą liczbę działek 25 mm.
Drugą modernizację w roku 1944 przeszedł jedynie „Yamato”, „Musashi” został wcześniej zatopiony. Modernizacja polegała na wzmocnieniu artylerii przeciwlotniczej – liczba działek szybkostrzelnych wzrosła do 152.
Do wypracowania danych do strzelania służyły m.in. dalmierze – 15-metrowy dalmierz stereoskopowy na nadbudówce dziobowej był największym urządzeniem tego typu zamontowanym na pancernikach. Jakość japońskich przyrządów optycznych była bardzo dobra, jednak same dalocelowniki były nieco gorsze od amerykańskich, zaś kalkulatory artyleryjskie podobnie jak automatyzacja, stabilizacja (ogólnie – cały system kontroli ognia) pozostawiały wiele do życzenia. Pancerniki typu Yamato zostały wyposażone w najnowocześniejsze urządzenia radioelektroniczne dostępne w Japonii, które jednak stały na znacznie niższym poziomie rozwoju niż amerykańskie. Jesienią 1942 „Musashi” otrzymał radar obserwacji powietrznej i nawodnej Type 21 Kai-1, a „Yamato” Type 21 Kai-2. Na początku 1943 oba okręty otrzymały po dwa radary decymetrowe obserwacji nawodnej Type 22, a jesienią 1943 „Yamato” radar Type 21 Kai-3. Dodatkowo w 1944 oba otrzymały po dwa radary Type 13. Wyposażono je wtedy też w hydrofony do wykrywania okrętów podwodnych. Żaden z wymienionych radarów nie służył do kierowania ogniem (nie mówiąc już o integracji z układami kontroli ognia), tak więc pod względem systemu strzelania pancerniki typu Yamato pozostały w poprzedniej epoce.
Na rufie okrętów znajdowały się dwie katapulty dla wodnosamolotów, których okręty zabierały do 4 (istniała możliwość przenoszenia 7), oraz hangar podpokładowy.

## Opancerzenie

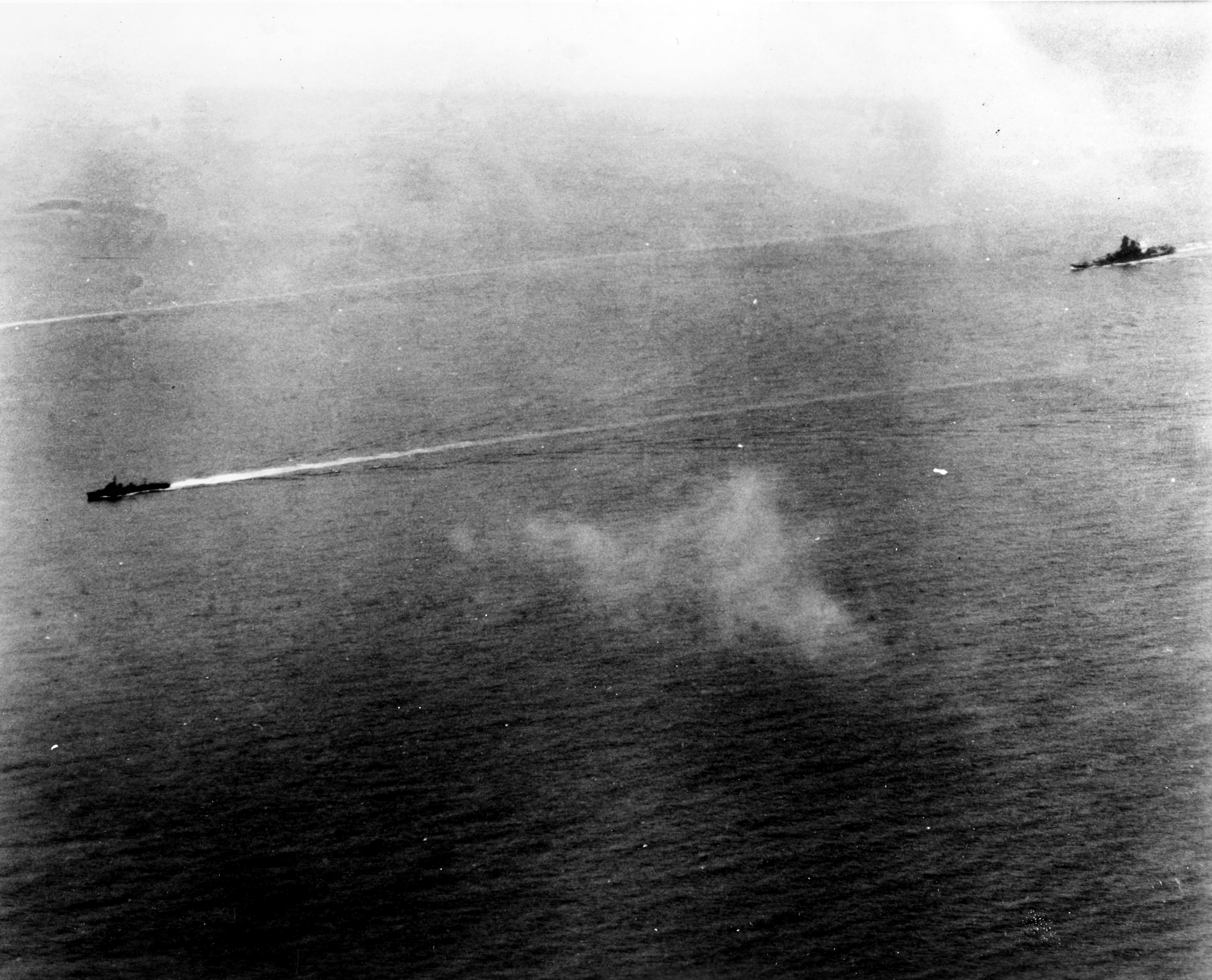
„Yamato” przed atakiem amerykańskich maszyn w czasie operacji Ten-gō. Zdjęcie wykonano z samolotu stacjonującego na lotniskowcu USS „Yorktown”, 7 kwietnia 1945 roku

Kolejnym elementem mającym wpływ na siłę bojową tych okrętów było pasywne zabezpieczenie przed skutkami trafień, czyli opancerzenie. Na tych okrętach stanowiło ono ponad 1/3 ciężaru całego okrętu i było niespotykanie grube. Opancerzenie zaprojektowane zostało według przyjętego w konstrukcji pancerników schematu „all or nothing” (wszystko albo nic), z centralną cytadelą pancerną obejmującą siłownię i komory amunicyjne dział pod wieżami. Główny burtowy pas pancerny na linii wodnej miał grubość 410 mm, lecz dzięki odchyleniu o 20° na zewnątrz, odpowiadał wytrzymałością pionowej płycie 584 mm względem pocisku AP kalibru 460 mm wystrzelonego z dystansu ok. 20 tys. metrów. Wykonany był z hartowanej powierzchniowo stali VH, czyli Vickers Hardened (o ponad 10 procent słabszej względem ochrony przeciw pociskom AP od amerykańskiego pancerza utwardzanego powierzchniowo typu A). Pomimo słabości materiału, grubość robiła swoje i w rezultacie pancerz burtowy był w stanie wytrzymać trafienie pociskiem 18,1-calowym (460 mm) z odległości 21–29 km. W rejonie komór amunicyjnych i siłowni rozciągał się ponadto niższy pochylony pas pancerny grubości 100–270 mm, sięgający do dna lub pancerza pod komorami, mający na celu ochronę przed pociskami trafiającymi pod wodą (nurkującymi) i torpedami.
Opancerzenie poziome stanowił wewnętrzny pokład pancerny grubości 200–230 mm, zamykający od góry cytadelę tworzoną przez pasy burtowe (razem z innymi cienkimi pokładami, grubość ochrony poziomej wynosiła 240–293 mm). Poprzeczne przegrody zamykające cytadelę z przodu i tyłu, o skomplikowanym kształcie, miały grubość 270–350 mm. Dziób, rufa, burty ponad pasem burtowym i nadbudówki nie były opancerzone. Poza cytadelą grubym pancerzem były chronione pomieszczenia maszyn sterowych sterów głównego i pomocniczego (do 300–360 mm po bokach, 200 mm od góry).

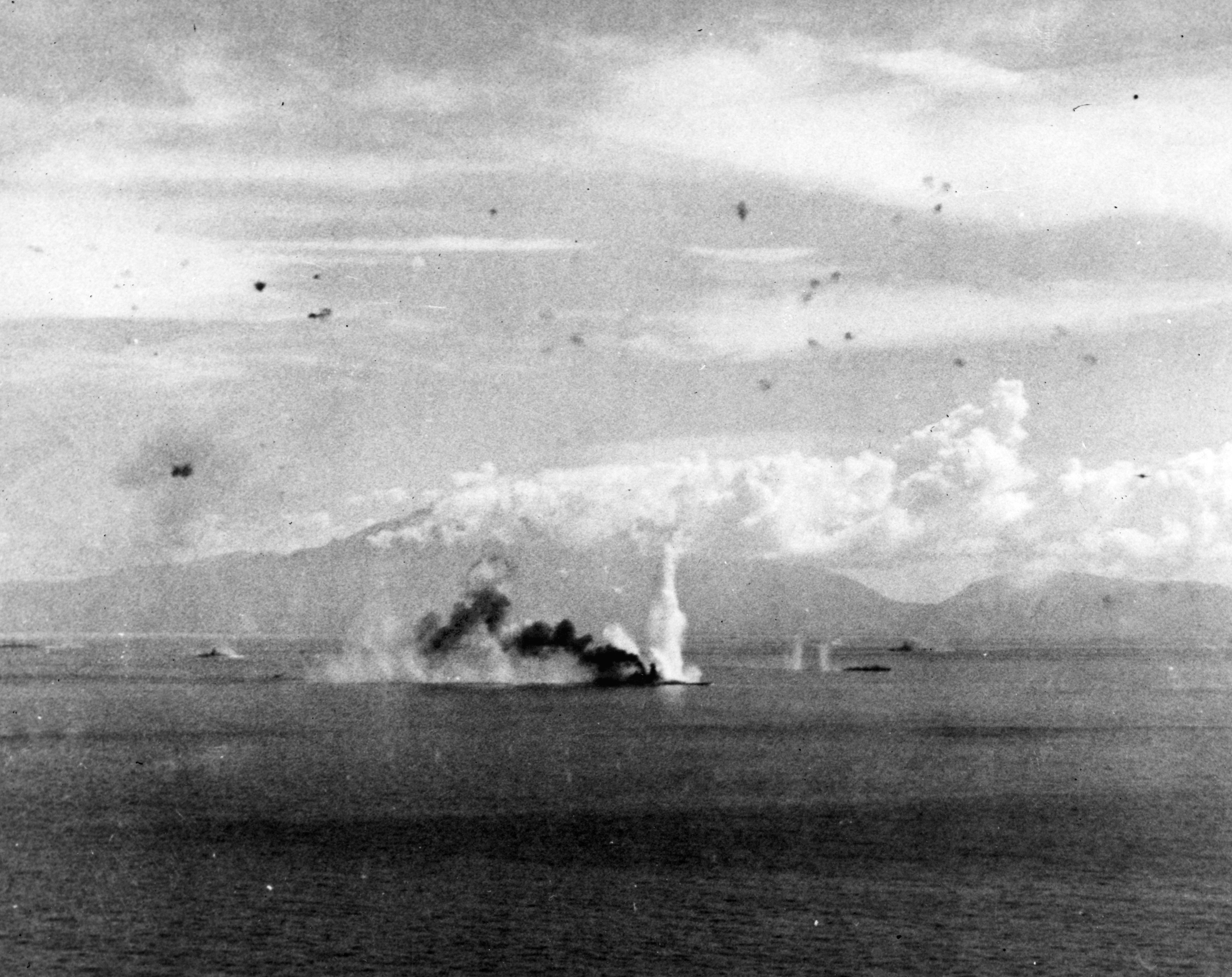
„Musashi” trafiony torpedą podczas ataku samolotów z Task Force 38 podczas bitwy w Zatoce Leyte, 24 października 1944 roku

Wieże artylerii głównej miały pancerz o grubości 650 mm z przodu, 250 mm z boków, 270 mm od góry i 190 mm z tyłu. Barbety wież miały grubość od 380 mm od tyłu do 560 mm po bokach. Również wieża dowodzenia była opancerzona płytami grubości 500 mm. Wieże artylerii 155 mm były lekko opancerzone pancerzem 50 mm, ich wysokie barbety – 75 mm. Jedną z unikatowych cech schematu opancerzenia Yamato było to, że magazyny amunicji były opancerzone pancerzem 50–80 mm nawet od strony dna, na wypadek wybuchu miny.
Mimo tak potężnego opancerzenia nie ustrzeżono się wady konstrukcyjnej, którą była niedostateczna wytrzymałość połączenia górnego i dolnego pasa pancernego, odchylonego pod innym kątem. Z tego powodu dolny pas pancerny był zbyt słabo przymocowany i grodzie przeciwtorpedowe miały zbyt małą podatność na odkształcenia sprężyste. W odróżnieniu od innych pancerników, system ochrony przeciwtorpedowej opierał się jedynie na dość grubym wewnętrznym pasie pancernym, stanowiącym główną gródź przeciwtorpedową i na pustych przedziałach od zewnątrz i wewnątrz, bez przedziałów wypełnionych paliwem, wymiennikiem lub wodą. Na skutek przyjętej koncepcji i opisanej wady, był on, jak się okazało w praktyce, mało skuteczny przeciw wybuchom torped. Mimo tego okręty były bardzo wytrzymałe na ciosy dzięki swojemu opancerzeniu, wielkości i podziałowi wewnętrznemu (łącznie miały 1147 komór wodoszczelnych). Trafienia torped, które pokonały ochronę przeciwtorpedową, powodowały na ogół zalania jedynie zewnętrznych przedziałów i okręty długo utrzymywały się na wodzie, a dzięki kontrolowanemu zatapianiu przedziałów po drugiej stronie, długo utrzymywały stabilność, choć jednocześnie pozbawiano w ten sposób okręt sprawności bojowej. Inną istotną wadą było pozostawienie dużej liczby przedziałów o znacznej kubaturze bez jakiejkolwiek osłony poza pancerną cytadelą, szczególnie na dziobie (trafienia torped w tym rejonie były szczególnie dotkliwe dla „Musashi”).
Żaden z okrętów nigdy nie walczył z pancernikami amerykańskimi, więc ich opancerzenie nie zostało przetestowane w akcji. Zostały zatopione przez lotnictwo. Bomby lotnicze wywoływały jedynie zniszczenia powierzchniowe, a okręty zostały zatopione przez torpedy.

### Opis kadłuba
Kadłub okrętów był wyjątkowo szeroki jak na swoją długość, co spowodowane było dążeniem do pomieszczenia siłowni bez niepotrzebnego wydłużania pancernej cytadeli. Przez to linie kadłuba nie były optymalne do rozwijania dużych prędkości. Częściowo polepszyło sytuację zastosowanie gruszki dziobowej. Okręty były gładkopokładowe, lecz pokład górny miał charakterystyczne ugięcie w części dziobowej, zaprojektowane dla zmniejszenia masy przy zachowaniu dzielności morskiej (przez to wieże dziobowe były zainstalowane nieco niżej, niż przy pokładzie prostym). Na samej rufie pokład miał uskok w rejonie katapult lotniczych.
Siłownia składała się z czterech umieszczonych w kadłubie wzdłużnie obok siebie zespołów składających się z trzech kotłowni i jednej maszynowni w przedziałach wodoszczelnych. Siłownia nie sprawiała problemów eksploatacyjnych, lecz z uwagi na chęć zapewnienia niezawodności była mało wydajna w stosunku do masy (kotły pracowały pod ciśnieniem 25 kG/cm²). Pociągało to za sobą duże zużycie paliwa i umiarkowany zasięg okrętów, co było ich wadą, zwłaszcza w trudnej sytuacji paliwowej Japonii, i wpływało na małą intensywność ich operacji.

## Dane uzbrojenia
Stan początkowy:
- 9 dział 460 mm Type 94 40 cm w trzech wieżach trzydziałowych (3 × 3)
  - długość lufy: L/45 (45 kalibrów)
  - kąt podniesienia: –5 +45°
  - masa pocisku: 1460 kg
  - donośność: 41 400 m
  - szybkostrzelność: 1,5 strz./min
  - przebijalność pancerza pionowego: 566 mm na 20 tys. m
  - przebijalność pancerza poziomego: 231 mm na 30 tys. m
- 12 dział 155 mm w czterech wieżach trzydziałowych (4 × 3)
  - długość lufy: L/60
  - kąt podniesienia: 55°
  - masa pocisku: 55,87 kg
  - donośność: 27,4 tys. m
  - szybkostrzelność: 5 strz./min
- 12 dział uniwersalnych 127 mm w stanowiskach dwudziałowych (6 × 2)
  - długość lufy: L/40
  - kąt podniesienia: 90°
  - masa pocisku: 23 kg
  - donośność: 14,8 tys. m pozioma, 9400 m pionowa
  - szybkostrzelność: 14 strz./min
- 24 działka plot 25 mm w stanowiskach trzydziałowych (8 × 3)
- 4 WKM 13 mm w dwóch stanowiskach (2 × 2)

Po modernizacji:
- Pancernik Musashi (1944)
  - 9 dział 460 mm Type 94 40 cm w trzech wieżach trzydziałowych (3 × 3)
  - 6 dział 155 mm w dwóch wieżach trzydziałowych (2 × 3)
  - 12 dział uniwersalnych 127 mm w stanowiskach dwudziałowych (6 × 2)
  - 130 działka plot 25 mm w 32 stanowiskach trzydziałowych (32 × 3) i 34 stanowiskach jednodziałowych (34 × 1)
  - 4 WKM 13 mm w dwóch stanowiskach (2 × 2)
- Pancernik Yamato (1945)
  - 9 dział 460 mm Type 94 40 cm w trzech wieżach trzydziałowych (3 × 3)
  - 6 dział 155 mm w dwóch wieżach trzydziałowych (2 × 3)
  - 24 działa uniwersalne 127 mm w stanowiskach dwudziałowych (12 × 2)
  - 162 działka plot 25 mm w 52 stanowiskach trzydziałowych (52 × 3) i 6 stanowiskach jednodziałowych (6 × 1)
  - 4 WKM 13 mm w dwóch stanowiskach (2 × 2)

Wyposażenie (m.in):
- 4 dalmierze 15 m (na nadbudówce dziobowej i w 3 wieżach dział 460 mm)
- 1 dalmierz 10 m (na nadbudówce rufowej)
- 2 dalmierze 4,5 m (na bokach nadbudówki)